# Orde del Sol Naixent
L'Orde del Sol Naixent (japonès: 旭日章 - Kyokujitsushō) és un orde japonès, creat per l'emperador Meiji el 10 d'abril de 1875, per premiar el Mèrit en general, tant en el camp civil com militar.
Va ser el primer orde establert al Japó, tant com a recompensa civil com militar, essent sovint atorgada a estrangers pels seus serveis al Japó (el 1918, el Mariscal sir Douglas Haig, Comandant en Cap de la Força Expedicionària a França i Flandes, rebé l'orde de 1a classe pels seus serveis als Aliats durant la I Guerra Mundial), i actualment ocupa el segon lloc dins del sistema honorífic japonès, només darrere de l'Orde del Crisantem (Kikka sho).
Originalment només tenia 8 classes, però el 4 de gener de 1888 es va afegir una classe especial, coneguda com a Gran Cordó de l'Orde del Sol Naixent amb Flors de Paulònia
Fins al 2003 estava reservada als homes (les dones podien optar a l'Orde de la Corona Preciosa); i a diferència de les ordes europees, pot ser atorgada a títol pòstum.
Està dividida en 9 classes:
 1a Classe - Gran Cordó de l'Orde del Sol Naixent amb Flors de Paulònia
 1a classe - Gran Cordó de l'Orde del Sol Naixent
 2a Classe - Orde del Sol Naixent, Estrella d'Or i Plata
 3a Classe - Orde del Sol Naixent, Raigs d'Or i Insígnia de Coll
 4a Classe - Orde del Sol Naixent, Raigs d'Or amb Roseta
 5a Classe - Orde del Sol Naixent, Raigs d'Or i Plata
 6a Classe - Orde del Sol Naixent, Raigs de Plata
 7a Classe - Medalla de les Fulles de Paulònia Verdes
 8a Classe - Medalla de les Fulles de Paulònia Blanques
Militarment, les classes s'atorguen segons el rang, sent la 1a classe pels Generals i la 8a per la classe de tropa.
Té més de 4 milions de receptors. La majoria són militars que han rebut les dues classes inferiors.

## Disseny
- Gran Cordó de l'Orde del Sol Naixent amb Flors de Paulònia: La insígnia és una creu daurada amb raigs en esmalt blanc, amb un Sol en esmalt vermell al mig del que surten raigs vermells. Entre els braços de la creu hi ha 3 flors de paulònia. Penja de 3 flors de paulònia en esmalt, i d'una banda vermella amb una franja blanca als costats que es porta sobre l'espatlla dreta.

L'Estrella és igual que la insígnia, però sense les fulles de paulònia de la suspensió, i es porta a l'esquerra del pit.
- Classes 1a a 6a: La insígnia és una medalla de 8 puntes, daurada (Classes 1a a 4a), daurada i platejada (5a Classe) o platejada (6a Classe) amb raigs d'esmalt blanc, portant al mig un sol en esmalt vermell. Penja de 3 flors de paulònia en esmalt sobre un galó blanc amb les puntes vermelles. La 1a Classe la llueix en banda, les classes 2a i 3a la llueixen penjant del coll, i la 4a, 5a i 6a la llueixen penjada d'un galó a l'esquerra del pit (la 4a classe llueix una roseta)

L'Estrella (1a i 2a classes) és una estrella de 8 puntes en plata, amb un emblema central idèntic a la 4a Classe (sense la suspensió de flors de paulònia). La 1a Classe la llueix a l'esquerra del pit, i la 2a Classe a la dreta.
- Classes 7a i 8a: La insígnia és una medalla de plata que penja de 3 flors de paulònia, en esmalt per la 7a Classe i tota de plata per la 8a.

El revers porta gravats 4 caràcters amb la inscripció "Medalla de l'Orde del Mèrit".
La medalla s'atorga amb una caixa de laca negre amb la inscripció gravada "Medalla de l'Orde del Mèrit".